# Odynerus neutralis
Odynerus neutralis är en stekelart som beskrevs av Giordani Soika. Odynerus neutralis ingår i släktet lergetingar, och familjen Eumenidae. Inga underarter finns listade i Catalogue of Life.